# 天満宮 (白井市河原子)
天満宮（てんまんぐう）は、千葉県白井市河原子にある神社である。旧社格は村社。天神社とも称される。

## 祭神
- 菅原道真
- 前玉命

## 由緒
この神社の創建年代については不詳であるが、古くから信仰されてきた神社である。

## 境内
- 本殿
- 境内社：三峰神社

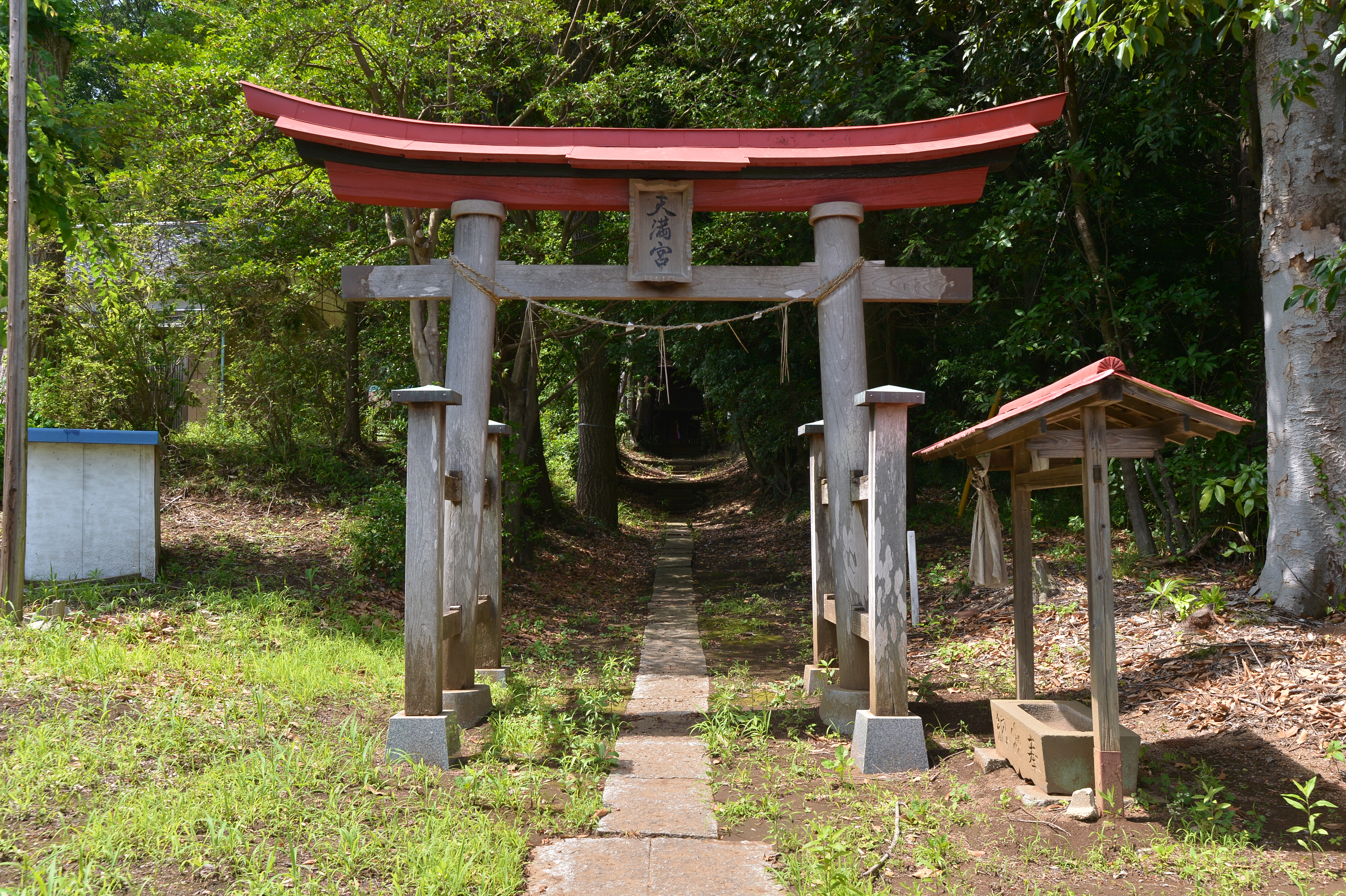
鳥居と手水社
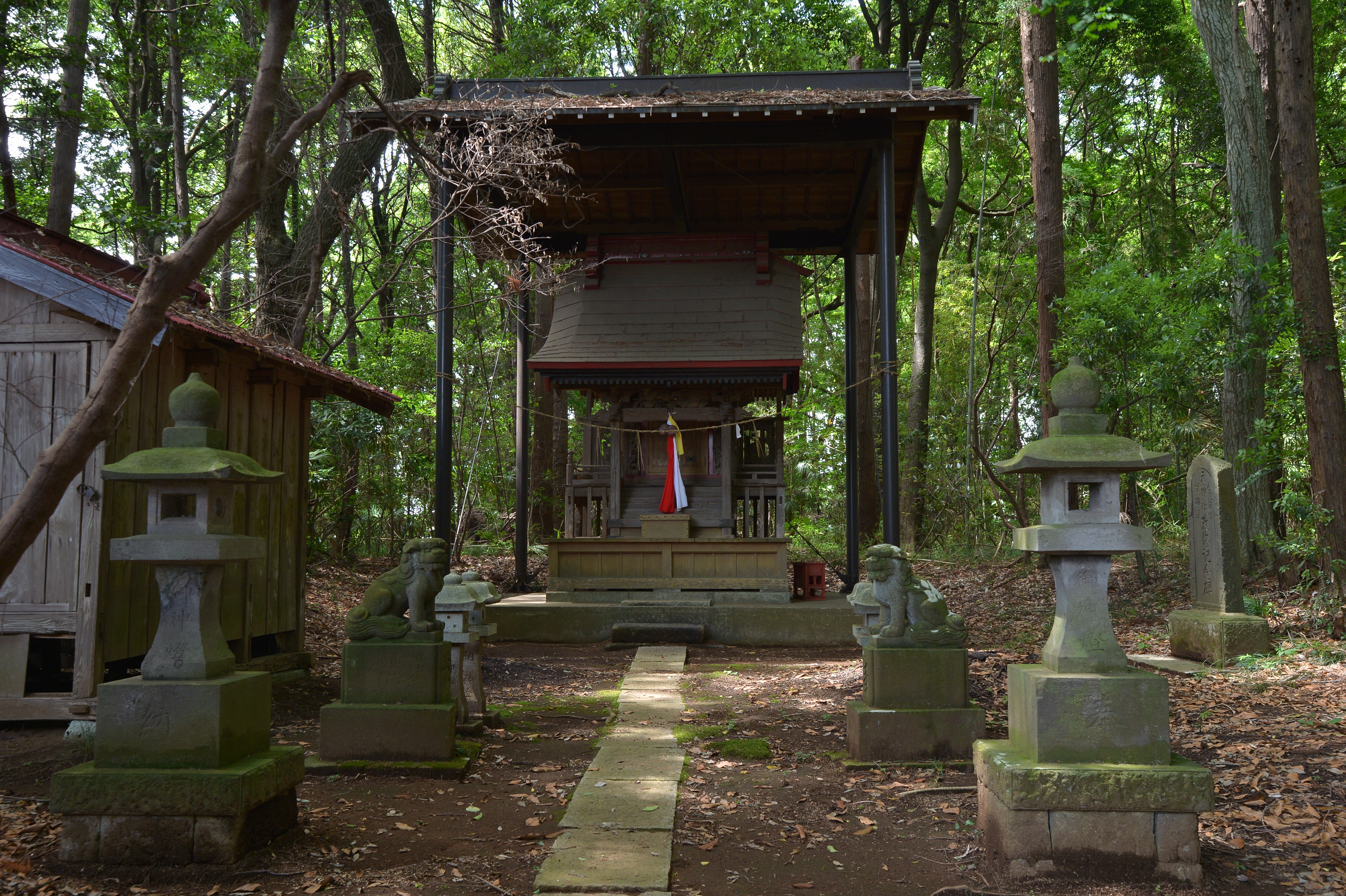
社殿（本殿）

## 所在地
- 千葉県白井市河原子274-1